# Herman van Wied

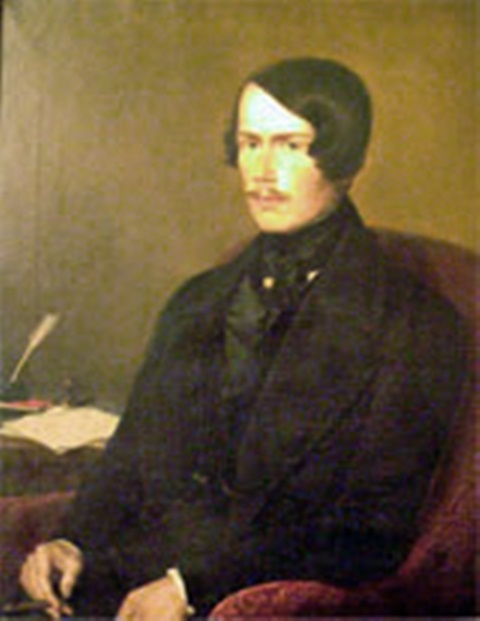
Herman van Wied

Willem Herman Karel zu Wied (Neuwied, 22 mei 1814 - aldaar, 5 maart 1864) was de vierde vorst van Wied.
Hij was de zoon van Johan Karel zu Wied en Sophie Augusta van Solms-Braunfels. Op 20 juni 1842 trad hij in het huwelijk met Marie van Nassau-Weilburg. Het paar kreeg de volgende kinderen:
- Elisabeth (1843-1916), gehuwd met koning Karel I van Roemenië (1839-1914), ook bekend als de dichteres Carmen Sylva
- Willem (1845-1907), gehuwd met Marie der Nederlanden (1841-1910)
- Otto (1850-1862)

In 1836 was hij zijn vader opgevolgd als vorst van Wied. In 1842 was hij, samen met een aantal andere hoog-adellijke figuren, stichter van de zogenaamde Mainzer Adelsverein, die zich inzette voor de immigratie van Duitsers naar Texas. In Texas, in het County Comal County is nog een plaats naar hem genoemd: New Wied. In Lavaca County is ook een plaats naar hem genoemd: Wied.